# Пјасечно
Пјасечно (пољ. Piaseczno) град је у Пољској је град и средиште општине у Мазовском војводству и убраја се у приградска насеља Варшаве. По подацима из 2012. године број становника у месту је био 44 017.
Пјасечно је један од најстаријих градова на Мазовшу. Статут града добија 1429. године. Једна од туристичких атракција је пруга уског колосека.

## Демографија
| 2012.  |
| ------ |
| 44.017 |

## Партнерски градови
- Guadix
- Калмет